# Spirobolus brevipes
Spirobolus brevipes är en mångfotingart som beskrevs av Karsch 1881. Spirobolus brevipes ingår i släktet Spirobolus och familjen Spirobolidae. Inga underarter finns listade i Catalogue of Life.